# Somogyaszaló
Somogyaszaló község Somogy vármegyében, a Kaposvári járásban.

## Fekvése
A vármegye középső részén fekszik, a megyeszékhely Kaposvár északi szomszédságában, a város központjától 12 kilométerre.
A közvetlenül határos települések: észak felől Mernye, északkelet felől Somodor, délkelet felől Répáspuszta, dél felől Toponár, délnyugat felől Kaposfüred [mindhárom utóbbi Kaposvár része], nyugat felől pedig Magyaregres.
Déli határszéle mellett terül el a térség legnagyobb tava, a több patak vizének felduzzasztásával kialakított Deseda; partszakaszainak egy kisebb része aszalói területen húzódik.

### Megközelítése
Legfontosabb közúti megközelítési útvonala a 67-es főút, ezen érhető el északi és déli szomszédai felől is. Belterületét azonban a főút ma már elkerüli, központján csak a régi nyomvonal halad keresztül, amely új számozással a 6548-as útszámot viseli. Különálló településrésze a központjától 2,5 kilométerre keletre fekvő Antalmajor, ahova a 65 143-as számú mellékút vezet. Keleti és nyugati szomszédjával nincs kiépített közúti kapcsolata.
A hazai vasútvonalak közül a Kaposvár–Siófok-vasútvonal érinti, melynek egy megállási pontja van a határai között. Somogyaszaló megállóhely Antalmajor belterületének keleti széle közelében helyezkedik el.

## Története

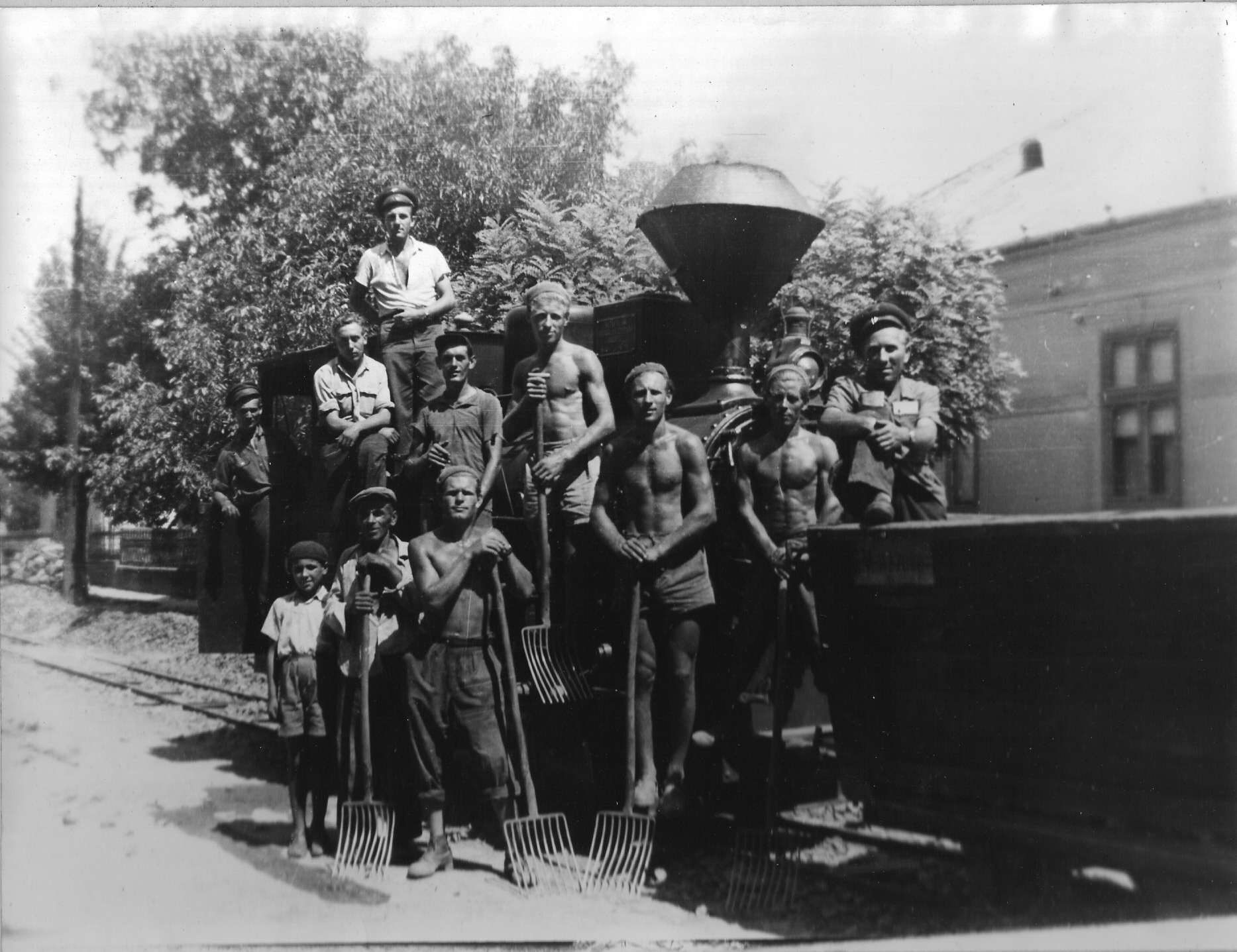
A 67-es főút építése Somogyaszalóban

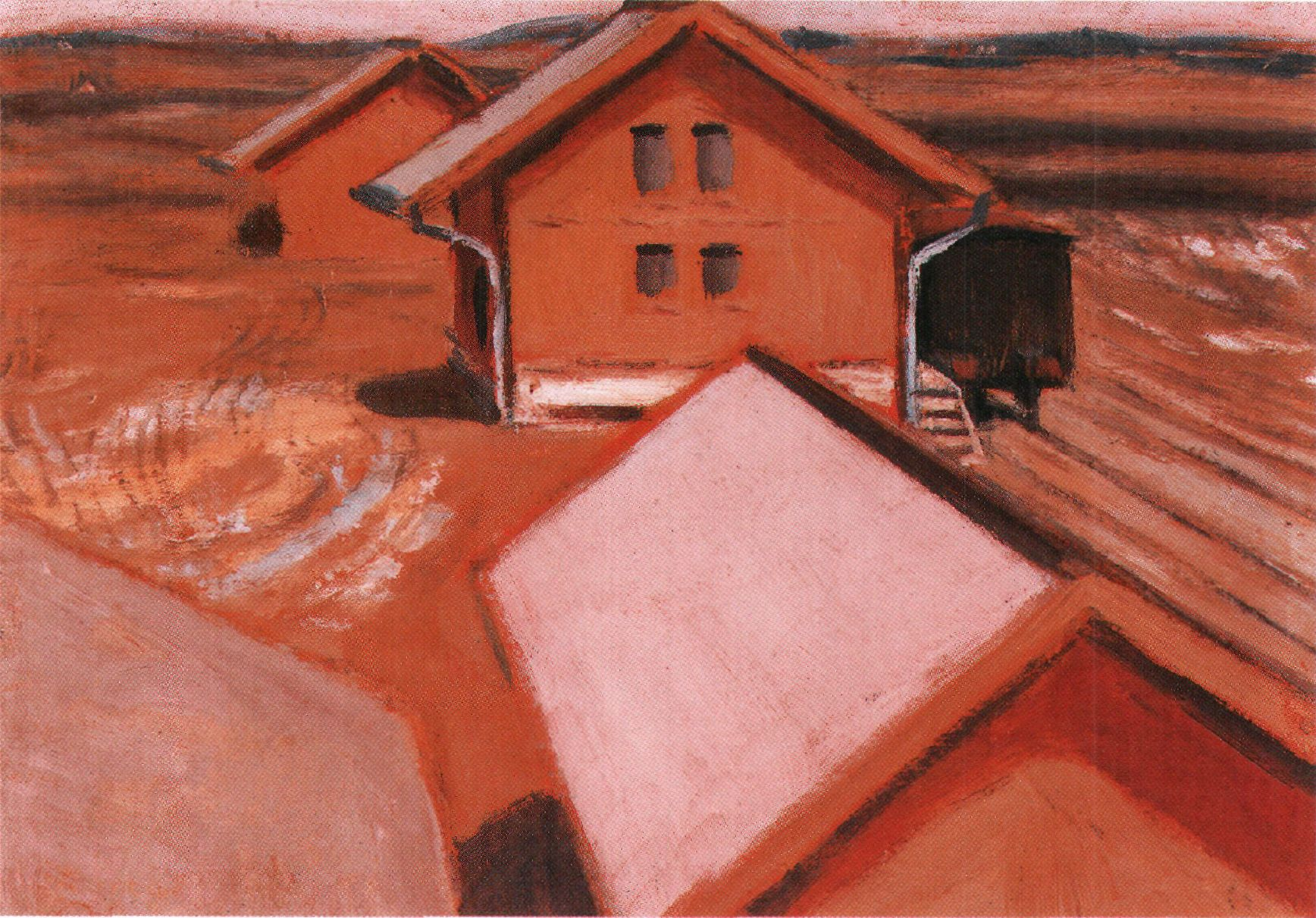
Rippl-Rónai József – Vasúti raktárak Somogyaszalón (1898)

Somogyaszaló (Aszaló) nevét az 1332-1337 évi pápai tizedjegyzék említette először. 1403-ban Azzalow, 1437-ben Azalo alakban írták az oklevelek. 1536-ban Sulyok István és Balázs, és Dersffy Miklós özvegye, 1550-ben Dersffy Farkas és Lengyel Boldizsár, 1598-1599-ben pedig Dersffy Ferencz voltak birtokosai. Az 1573-1574 évi török kincstári adólajstrom szerint ekkor 20, 1580-ban pedig 29 házból állt, 1626-1627-ben pedig a magyar királyi adórovók csak két portát írtak benne össze. 1660-ban a dézsmaváltságjegyzékben két ily nevű helység fordult elő. Az egyik a szigligeti vár tartozékai között szerepelt, míg a másiknak Sárkány Miklósné volt a birtokosa. 1715-ben már gróf Esterházy Józsefé volt, ekkor  11 háztartását írták össze benne. 1726-tól pedig a herczeg Esterházy-féle hitbizományhoz tartozott.
A 20. század elején Somogy vármegye Igali járásához tartozott. 1910-ben 982 lakosából 976 magyar, 6 német volt. Ebből 337 római katolikus, 632 református, 8 evangélikus volt.

### Déshida
A községhez tartozó egykori Déshida-major a középkorban falu volt. 1298-ban a Gyovad nemzetségbeli Simon fia, István, nyerte neje, Dáray Anna, hozományaként. 1309-ben azonban Németújvári III. Henrik bánnak zálogosították el. 1332-1337-ben a pápai tizedjegyzék is említette; ekkor már plébániája is volt. 1343-ban a Gutkeled nemzetségbeli Miklós fia, Miklós, birtokába került. 1403-1443-ban Kaposújvár tartozékai között sorolták fel, 1443-ban pedig már vámhelyként említették. 1536-ban Sulyok Balázs és Dersffy Miklós özvegyének birtoka volt. 1726-tól puszta és a herceg Esterházy-féle hitbizományhoz tartozott.

## Címer
Somogyaszaló címere csücskös talpú vörös tárcsapajzs, kék pajzslábbal. A vörös pajzsmezőben a pajzslábon álló, jobbra fordult ágaskodó arany ló felemelt első pár lábaival egy két levéllel megrakott szőlőfürtöt tart. A kék pajzslábban három jobbra úszó ezüst hal. A pajzsot mindkét oldalon arany makkokkal megrakott, keresztbe tett szárú tölgyfaág keresztezi.

## Közélete

### Polgármesterei
- 1990–1994: Fajcsi János (független)[4]
- 1994–1998: Fajcsi János (független)[5]
- 1998–2002: Fajcsi János (független)[6]
- 2002–2006: Fajcsi János (független)[7]
- 2006–2010: Fajcsi János (független)[8]
- 2010–2013: Hideg Attila (Fidesz-KDNP)[9]
- 2014–2014: Kovács Andrea (független)[10]
- 2014–2016: Kovács Andrea (független)[11]
- 2016–2019: Kovács Andrea (független)[12]
- 2019–2024: Törzsök Gabriella (független)[13]
- 2024– : Makai Gabriella (független)[1]

A településen 2014. március 30-án időközi polgármester-választást tartottak, az előző polgármester lemondása miatt. A posztért aránylag sok, összesen öt jelölt indult.
2016. szeptember 11-én ismét időközi polgármester-választást (és képviselő-testületi választást) kellett tartani a községben, az előző képviselő-testület önfeloszlatása miatt. A hivatalban lévő polgármester elindult a választáson, és meg is tudta erősíteni pozícióját.

## Népesség
A település népességének változása:
| Lakosok száma | 759  | 758  | 733  | 862  | 737  | 736  | 726  |
|               | 2013 | 2014 | 2015 | 2021 | 2022 | 2023 | 2024 |

A 2011-es népszámlálás során a lakosok 88,9%-a magyarnak, 0,3% bolgárnak, 3,7% cigánynak, 2,6% németnek, 0,3% románnak mondta magát (11% nem nyilatkozott; a kettős identitások miatt a végösszeg nagyobb lehet 100%-nál). A vallási megoszlás a következő volt: római katolikus 40,6%, református 14,5%, evangélikus 2,5%, felekezet nélküli 8,8% (22,5% nem nyilatkozott).
2022-ben a lakosság 92,7%-a vallotta magát magyarnak, 1,8% cigánynak, 0,7% németnek, 0,1% lengyelnek, 3,1% egyéb, nem hazai nemzetiségűnek (7,2% nem nyilatkozott; a kettős identitások miatt a végösszeg nagyobb lehet 100%-nál). Vallásuk szerint 25,5% volt római katolikus, 9,1% református, 1,2% evangélikus, 0,1% görög katolikus, 1,5% egyéb keresztény, 0,1% egyéb katolikus, 26,1% felekezeten kívüli (36,2% nem válaszolt).

## Nevezetességei
- Műemlék református templom, 1789-ben épült, 2016-ban részben felújították.[18]
- Hősi emlékmű
- Katolikus harangláb
- Felújított kúria, udvarán katolikus kőkereszttel[19]
- Deseda-tó és arborétum
- Republic-szobor
- Római kori halomsírok[20][21]
- Rippl-Rónai József festőművész sok időt töltött testvérénél, Ödönnél, aki állomásfőnök volt a vasútállomáson. A festő több képét is az aszalói táj ihlette meg, köztük a vasútállomás épületét is megörökítette így. Horthy Miklós kormányzó különvonatával ide járt vadászni, az egykori állomási épületben volt elszállásolva.
- Élménylőtér[22]
- Óvodájában 2017-ben gyerekek számára szóló „pandamúzeum” nyílt, ahol rengeteg plüsspanda és pandás kép látható.[23]